# Jan Harmensz von Müller
Jan Harmensz von Müller (Amsterdam, 1571 – Amsterdam, 1628) è stato un disegnatore e incisore olandese.

## Biografia

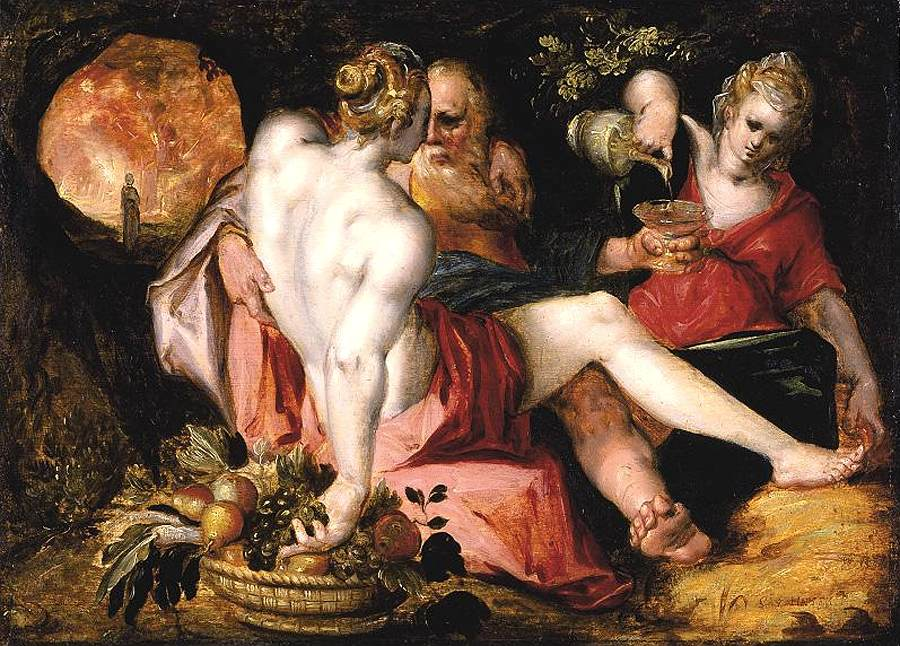
Lot e le sue figlie, Collezione privata

Allievo prima del padre Harmen, poi di Hendrick Goltzius, verso il 1592 si trasferì in Italia, dove prese il soprannome di Grunvinck. Incise da Bartholomäus Spranger e Cornelis van Haarlem e realizzò numerosi disegni influenzati da Goltzius e da Spranger.
Dopo il ritorno dall'Italia mostrò di risentire dell'influenza di Federico Barocci e di Federico Zuccari, anche se i suoi disegni sono più vicini allo stile di Francken.
I suoi lavori sono conservati nel Amsterdams Historisch Museum, nel Louvre di Parigi, nel Museo Teylers di Haarlem e all'Albertina di Vienna.